# Miguel Iglesias (réalisateur)
Pour les articles homonymes, voir Iglesias.
Miguel Iglesias, né le 6 juin 1915 à Barcelone (Catalogne) et mort le 8 mars 2012 dans la même ville, est un réalisateur, scénariste et producteur de cinéma espagnol.
Il a travaillé sous de nombreux pseudonymes : M.I. Bonns, Miquel Iglesias Bonns, J. Miguel Iglesias, M. Iglesias ou Miquel Iglesias.

## Biographie
Iglesias a commencé sa carrière avec des courts métrages et a présenté son premier long métrage en 1942, Su excelencia el mayordomo. Jusqu'en 1988, il a tourné près de quarante films de tous les genres possibles. Iglesias avait la capacité de s'adapter au marché et d'exploiter les genres cinématographiques les plus demandés. Ainsi, dans les années 1950, il a tourné des mélodrames, puis des films d'aventure, et a pu fournir les scénarios les plus demandés sur le plan commercial avec des films fantastiques et des gialli, des films d'épouvante et même des films érotiques (généralement sous le nom de « M. I. Bonns »). Il a acquis un statut culte grâce au film mettant Paul Naschy en vedette : Dans les griffes du loup-garou, ainsi qu'à ses trois films se déroulant dans la jungle Tarzán y el misterio de la selva (it), La diosa salvaje et Kilma, reina de las amazonas, réalisés entre 1973 et 1975.
Il est mort le 8 mars 2012 à l'âge de 96 ans,.

## Filmographie partielle
- 1942 : Su excelencia, el majordomo
- 1944 : Adversidad
- 1947 : Las tinieblas quedaron atrás
- 1952 : Ley del mar
- 1955 : Le Cercle rouge (El cerco)
- 1955 : Le Fugitif d'Anvers (El fugitivo de Amberes)
- 1956 : Vacances d'été en Espagne (Veraneo en España)
- 1956 : Un heredero en apuros
- 1956 : No estamos solos
- 1956 : Los ojos en las manos
- 1957 : Un tesoro en el cielo
- 1957 : Su desconsolada esposa
- 1959 : Tu marido nos engaña, d'après l'œuvre de Jaume Salom
- 1961 : Carta a una mujer, d'après l'œuvre de Jaume Salom
- 1962 : L'Épée du Cid (Las hijas del Cid)
- 1964 : Después del gran robo
- 1966 : Muerte en primavera
- 1966 : Mon Dieu comme je t'aime (it) (Dio, come ti amo)
- 1967 : Œil pour œil, dent pour dent (Occhio per occhio, dente per dente)
- 1970 : L'Horrible Cauchemar de Madame Reynolds (Presagio)
- 1973 : Tarzán y el misterio de la selva (it)
- 1975 : Dans les griffes du loup-garou (La maldición de la bestia)
- 1976 : Desnuda inquietud
- 1977 : Deseo carnal
- 1978 : La tercera edad
- 1978 : L'Île des filles perverses (La isla de las vírgenes ardientes)
- 1981 : Violación inconfesable
- 1982 : Desenfrenos carnales
- 1984 : Una rosa al viento
- 1985 : El lío de papá
- 1987 : Barcelona Connection (es)